# Trihori
Der Trihori (Trihory oder Triory) ist ein traditioneller Tanz aus dem westlichen Bereich der Bretagne, der im 15. und 16. Jahrhundert in Mode kam. Er wird zu dritt oder in drei Teilen (daher der Name) in einem geraden Takt getanzt und ähnelt dem Branle double.

## Entwicklung
Der Trihori soll nur eine kurze Existenz gehabt haben und im nächsten Jahrhundert schon wieder verschwunden sein. Jean-Michel Guilcher sieht jedoch in La tradition populaire de danse en Basse-Bretagne (1963) in der dañs tro ein Überleben des Trihori: Erstens stimmen die Auflagen in dieser Form der bretonischen Gavotte überein, und zweitens ist die Etymologie ähnlich. Der alte lateinische Name des Trihori (saltatio trichorica) ähnelt mehr als sicher dem bretonischen tri c'hoari, das zu dañs tro wurde.

## Grundschritt
In seiner Orchésographie (1589) beschreibt Thoinot Arbeau den Triory oder Passepied de Bretagne wie folgt:
- Schlag 1–4: Branle double nach links: linker Fuß nach links, rechter Fuß ran, linker Fuß nach links, Pause mit rechten Fuß in der Luft
- Schlag 5: Sprung mit geschlossenen Füßen nach links
- Schlag 6: Gewicht auf rechten Fuß, linker Fuß in der Luft
- Schlag 7: Gewicht auf linkem Fuß, rechter Fuß in der Luft
- Schlag 8: Gewicht auf rechten Fuß, linker Fuß in der Luft

### Bibliographie
- Jean-Michel Guilcher, La tradition populaire de danse en Basse-Bretagne, Paris, École pratique des Hautes Études,  1963, [rééd. Mouton, 1976; Spézet et Douarnenez, Coop-Breiz-Le Chasse Marée/ArMen, 1995; Spézet, Coop Breiz, 2007].
- Thoinot Arbeau, Orchésographie, 1589